# David E. Shaw
David Elliot Shaw (29 marzo 1951) è un informatico statunitense, miliardario ed ex gestore di hedge fund. Ha fondato D.E. Shaw & Co., una multinazionale che una volta fu descritta dalla rivista Fortune come "la forza più intrigante e misteriosa di Wall Street". Ex professore assistente presso il dipartimento di informatica della Columbia University, Shaw ha fatto fortuna sfruttando le inefficienze dei mercati finanziari con l'aiuto di reti informatiche all'avanguardia. Nel 1996, la rivista Fortune lo chiamò "King Quant" a causa del ruolo pionieristico della sua azienda nel trading quantitativo ad alta velocità. Nel 2001, Shaw si è dedicato alla ricerca scientifica a tempo pieno nel campo della biochimica computazionale, più specificamente nelle simulazioni di dinamica molecolare delle proteine
Secondo Forbes, nell'ottobre 2023 il suo patrimonio era di 8,3 miliardi di dollari.

## Biografia
Shaw è cresciuto a Los Angeles, in California.  Suo padre era un fisico teorico specializzato in flussi di plasma e fluidi, e sua madre è un'artista ed educatrice.  Divorziarono quando lui aveva 12 anni.  Il suo patrigno, Irving Pfeffer, era professore di finanza all'Università della California, a Los Angeles, e autore di articoli a sostegno dell'ipotesi del mercato efficiente.
Shaw ha conseguito una laurea summa cum laude presso l'Università della California, a San Diego, un dottorato di ricerca presso l'Università di Stanford nel 1980, e poi è diventato assistente professore del dipartimento di informatica della Columbia University. Mentre era alla Columbia, Shaw condusse ricerche sul calcolo massivo in parallelo con il supercomputer NON-VON. Questo supercomputer era composto da elementi di elaborazione in una struttura ad albero pensata per essere utilizzata per ricerche veloci nei database relazionali. All'inizio della sua carriera, ha fondato la Stanford Systems Corporation.

## Carriera negli investimenti
Nel 1986 è entrato in Morgan Stanley, come vicepresidente per la Tecnologia nel gruppo di trading proprietario automatizzato di Nunzio Tartaglia. Nel 1994, Shaw è stato nominato dal presidente Clinton nel Consiglio presidenziale dei consulenti su scienza e tecnologia, dove è stato presidente del gruppo di esperti sulla tecnologia educativa. Nel 2000, è stato eletto nel consiglio di amministrazione dell'American Association for the Advancement of Science e ne è stato tesoriere dal 2000 al 2010. Nel 2007, Shaw è stato eletto membro dell'American Academy of Arts and Sciences. Nel 2009, è stato nuovamente nominato dal presidente Obama membro del Consiglio dei consulenti presidenziale per la scienza e la tecnologia. Nel 2012 è stato eletto all'Accademia Nazionale di Ingegneria e nel 2014 all'Accademia Nazionale delle Scienze.

### DE Shaw
Nel 1988 ha fondato il proprio hedge fund, DE Shaw & Co, che utilizzava algoritmi proprietari per la negoziazione di titoli. Nel 2018, Forbes ha stimato il suo patrimonio netto a 6,2 miliardi di dollari e a 8,3 miliardi nel 2023. È anche ricercatore senior presso il Centro di biologia computazionale e bioinformatica della Columbia University e professore a contratto di informatica biomedica presso la facoltà di medicina della Columbia.  Shaw è il capo scienziato della DE Shaw Research, che conduce ricerche interdisciplinari nel campo della biochimica computazionale.
Secondo la classifica annuale della rivista Institutional Investor's Alpha per il 2014, DE Shaw, che ha guadagnato 530 milioni di dollari nel 2014, e James H. Simons di Renaissance Technologies che ha guadagnato 1,2 miliardi di dollari, sono stati tra i primi 25 guadagni nel settore degli hedge funds. Sono entrambi "strateghi quantitativi che hanno fondato aziende che costruiscono algoritmi per il trading".

## Vita privata
Shaw è sposato con la giornalista e commentatrice di finanza personale Beth Kobliner.  Shaw è ebreo, lui e sua moglie sono membri della Stephen Wise Free Synagogue di New York. Hanno tre figli e vivono a New York City. Nel 2014 Shaw ha acquistato diverse case nella contea di Westchester, New York, e le ha scambiate con una villa che ha ricevuto l'attenzione della stampa.